# Casa Sindical de La Felguera
La Casa Comarcal Sindical de La Felguera fue una sede del Sindicato Vertical y un cine de La Felguera, en el municipio asturiano de Langreo (España). Por su relevancia histórica como cinematógrafo, se encuentra en el Inventario Cultural del principado de Asturias y es la actual sede del sindicato CCOO en la Comarca del Nalón.

## Historia
El actual edificio, situado en la Plaza David Vázquez (también conocida como Plaza Setsa) fue construido en 1962 para albergar la sede del sindicato y la Casa del Pueblo. Como cine funcionó solo hasta 1973 vinculado a la Obra Sindical de Educación y Descanso. Actualmente ese espacio se usa como sala de conferencias y en su momento albergó proyecciones del Festival Internacional de Cine de La Felguera. El Cine Sindical ofrecía sesiones comerciales solamente los domingos. La misma película se proyectaba sábados y los lunes de forma gratuita para los jubilados del Hogar del Productor. Para ello contaba con una moderna máquina de 35 mm. adquirida en 1965.
Es un edificio prácticamente exento excepto su parte trasera. Pertenece al movimiento moderno y en su fachada destaca la utilización del ladrillo y el gresete. En su fachada principal se abre un gran porche de entrada con un pilar angular. Hace unos años se realizaron varios murales con motivos obreros en la fachada del edificio.